# Landtagswahl in Niederösterreich 1988
- SPÖ: 22
- ÖVP: 29
- FPÖ: 5

Die Landtagswahl in Niederösterreich des Jahres 1988 fand am 16. Oktober statt. Insgesamt bemühten sich sechs Parteien um die 56 Mandate im niederösterreichischen Landtag. Die ÖVP, SPÖ, FPÖ, die Grünen als Die Grüne Alternative – Grüne im Parlament sowie die KPÖ traten in allen 21 Wahlkreisen an. Die ÖVP verlor fast sieben Prozent der Stimmen, ging dennoch als Sieger aus der Wahl hervor und erreichte die absolute Mehrheit der Mandate. Auch die SPÖ verlor deutlich. Die Verluste der beiden großen Parteien kamen insbesondere der FPÖ zugute, die ihren Stimmenanteil von 1983 mehr als verfünffachte und erstmals überhaupt in den niederösterreichischen Landtag einzog.
|                       | Ergebnisse 1988 | Ergebnisse 1988 | Ergebnisse 1988 | Ergebnisse 1983  | Ergebnisse 1983  | Ergebnisse 1983  | Differenzen | Differenzen | Differenzen |
| Stimmen               | %               | Mand.           | Stimmen         | %                | Mand.            | Stimmen          | %           | Mand.       |             |
| --------------------- | --------------- | --------------- | --------------- | ---------------- | ---------------- | ---------------- | ----------- | ----------- | ----------- |
| Gesamt                | 978.374         |                 |                 |                  |                  |                  |             |             |             |
| Ungültig              | 26.991          |                 |                 | 19.918           | 1,74 %           |                  |             |             |             |
| Gültig                | 951.383         |                 |                 | 939.530          | 82,20 %          |                  |             |             |             |
| Partei                |                 |                 |                 |                  |                  |                  |             |             |             |
| ÖVP                   | 452.874         | 47,60 %         | 29              | 512.258          | 54,55 %          | 32               | - 59.384    | - 6,95 %    | - 3         |
| SPÖ                   | 354.746         | 37,29 %         | 22              | 388.501          | 41,35 %          | 24               | - 33.755    | - 4,06 %    | - 2         |
| FPÖ                   | 89.373          | 9,39 %          | 5               | 15.861           | 1,69 %           | 0                | + 73.512    | + 7,70 %    | + 5         |
| Die Grüne Alternative | 23.266          | 2,45 %          | 0               | 5.549            | 0,59 %           | 0                | + 17.717    | + 1,86 %    | ± 0         |
| VGÖ                   | 11.328          | 1,19 %          | 0               | 9.274            | 0,99 %           | 0                | + 2.054     | + 0,20 %    | ± 0         |
| KPÖ                   | 7.934           | 0,83 %          | 0               | 7.817            | 0,83 %           | 0                | + 117       | ± 0         | ± 0         |
| Liste Pepi Wagner     | 5.460           | 0,57 %          | 0               | nicht kandidiert | nicht kandidiert | nicht kandidiert | + 5.460     | + 0,57 %    | ± 0         |
| Liste WIR             | 4.746           | 0,50 %          | 0               | nicht kandidiert | nicht kandidiert | nicht kandidiert | + 4.746     | + 0,50 %    | ± 0         |
| Liste Herz            | 1.656           | 0,17 %          | 0               | nicht kandidiert | nicht kandidiert | nicht kandidiert | + 1.656     | + 0,17 %    | ± 0         |